# Begonia mucronistipula
Espèce
Synonymes
- Begonia brevicyma C.DC.[1]
- Begonia davidsoniae Standl. ex L.B.Sm. & Schub.[1]

Begonia mucronistipula est une espèce de plantes de la famille des Begoniaceae.
L'espèce fait partie de la section Gireoudia.
Elle a été décrite en 1919 par Casimir Pyrame de Candolle (1836-1918).

## Répartition géographique
Cette espèce est originaire du pays suivant : Panama.